# Proksyfilina
Proksyfilina łac. proxyphyllinum – wielofunkcyjny organiczny związek chemiczny, pochodna teofiliny, inhibitor fosfodiesterazy, stosowany jako lek rozszerzający oskrzela.
Proksyfilina może powodować następujące działania niepożądane u pacjentów: bezsenność, biegunka, ból brzucha, ból głowy, choroba refluksowa przełyku, lęk, nudności, palpitacja, pobudzenie psychoruchowe, tremor, wymioty, zawroty głowy.